# سی و نهمین دوره جوایز بفتا
 سی و نهمین دوره جوایز بفتا (به انگلیسی: 39st British Academy Film Awards) در سال ۱۹۸۶ به افتخار فیلم ۱۹۸۵ در لندن برگزار شد .

## جوایز و نامزدها
| ۱۹۸۵ 39th | بهترین بازیگر نقش اول مرد |                   |                    |                |
| ۱۹۸۵ 39th | بهترین بازیگر نقش اول مرد | ویلیام هرت        | بوسه زن عنکبوتی    | Luis Molina    |
| ۱۹۸۵ 39th | بهترین بازیگر نقش اول مرد | اف. مورای آبراهام | آمادئوس            | آنتونیو سالیری |
| ۱۹۸۵ 39th | بهترین بازیگر نقش اول مرد | هریسون فورد       | شاهد               | John Book      |
| ۱۹۸۵ 39th | بهترین بازیگر نقش اول مرد | ویکتور بنرجی      | A Passage to India | Dr. Aziz Ahmed |

- بهترین بازیگر نقش اول زن  پگی اشکرافت
- بهترین بازیگر نقش مکمل مرد  دنهلم الیوت
- بهترین بازیگر نقش مکمل زن  روزانا آرکت
- بهترین فیلم رز ارغوانی قاهره
- جایزه بفتای بهترین فیلمنامه ارجینال رز ارغوانی قاهره نویسنده وودی آلن
- جایزه بفتای بهترین فیلمنامه اقتباسی شرافت پریتزی
- جایزه بفتای بهترین فیلمبرداری آمادئوس
- جایزه بفتای بهترین ویرایش آمادئوس
- جایزه بفتای بهترین طراحی تولید برزیل
- جایزه بفتای بهترین طراحی صحنه و لباس The Cotton Club
- جایزه بفتای بهترین هنرمند آرایشی آمادئوس
- جایزه بفتای بهترین صدا آمادئوس
- جایزه بفتای بهترین جلوه های ویژه برزیل